# نادي بلومينغ
نادي بلومينغ (بالإسبانية: Club Social, Cultural y Deportivo de Blooming) هو نادي كرة قدم بوليفي محترف من سانتا كروز دي لا سييرا يلعب حاليًا في الدوري البوليفي الممتاز .
تأسس في عام 1946، ملعبه الرئيسي هو ملعب رامون تاهويتشي أغيليرا (38.000 مقعدًا). يعتبر منافسه الرئيسي هو أورينتي بيتروليرو ، من نفس المدينة، سانتا كروز.